# Heilig Kreuz (Alsleben)

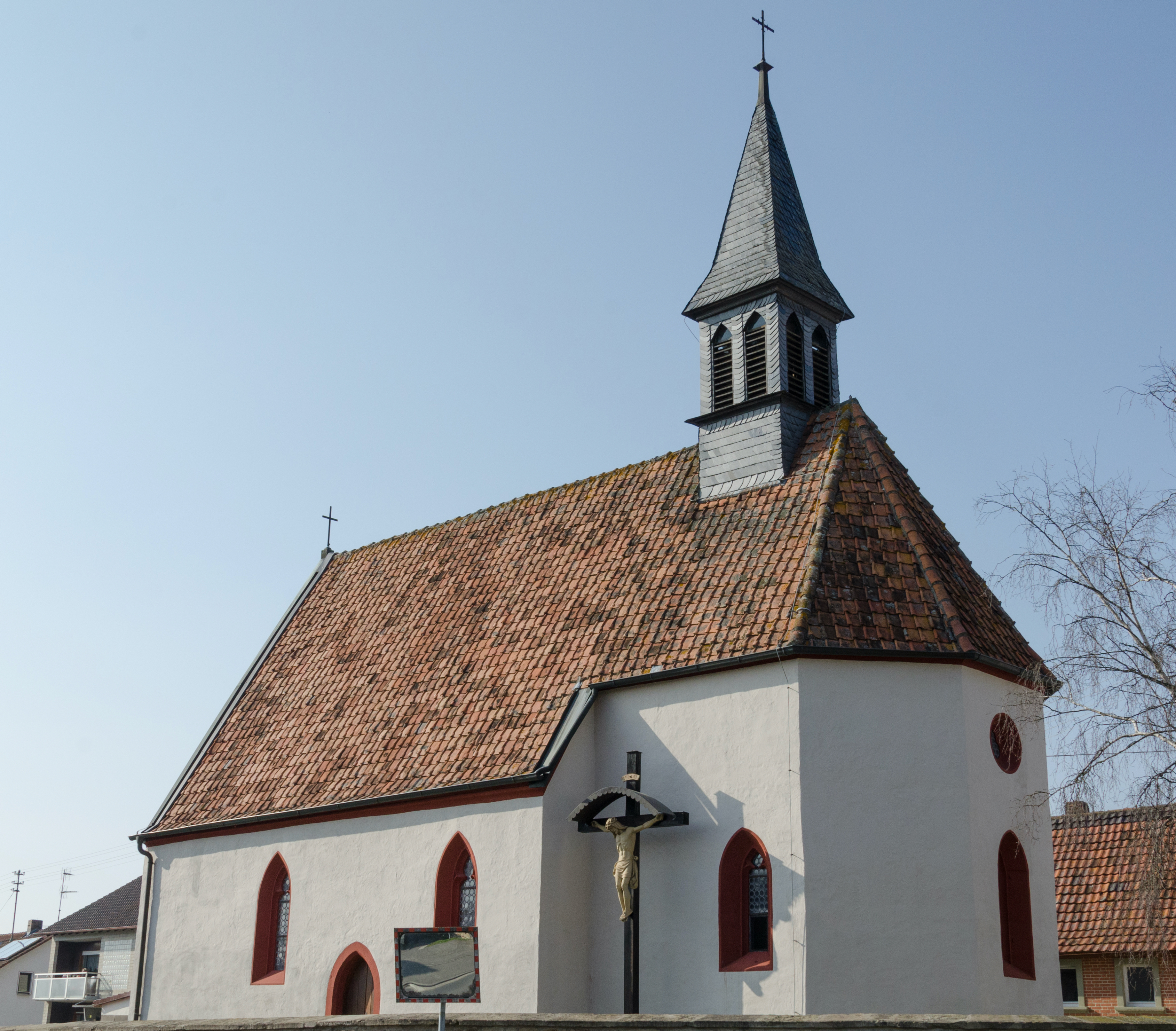
Kapelle Heilig Kreuz (Alsleben)

Die römisch-katholische Kapelle Heilig Kreuz steht im Gemeindeteil Alsleben des Marktes Trappstadt im unterfränkischen Landkreis Rhön-Grabfeld in Bayern. Das denkmalgeschützte Bauwerk entstand im 15. Jahrhundert. Die Kirche gehört zur Pfarreiengemeinschaft St. Martin im östlichen Grabfeld im Bistum Würzburg.

## Beschreibung

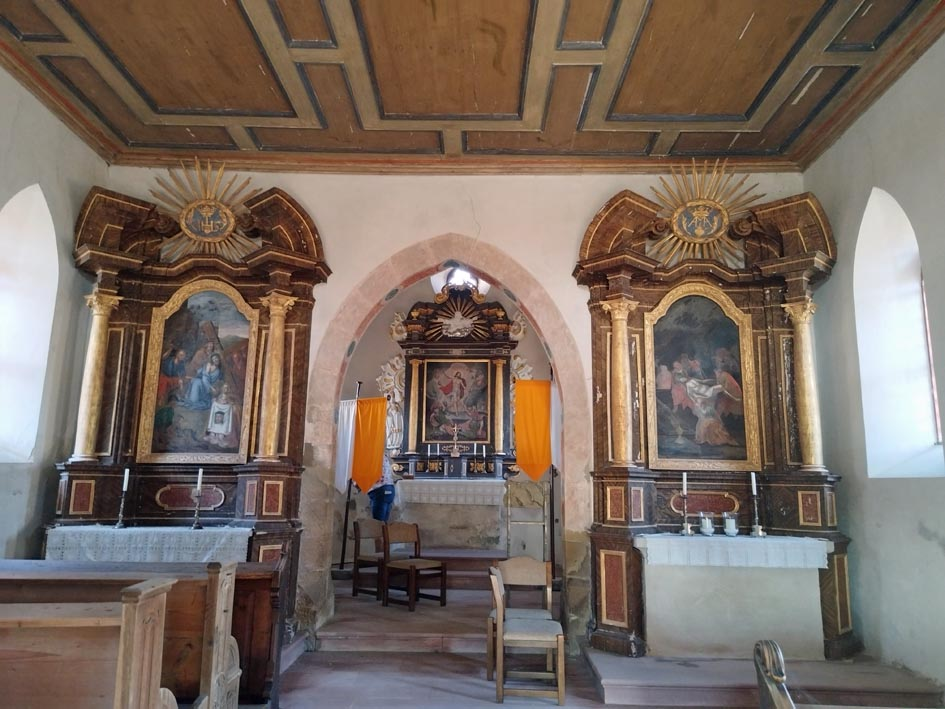
Innenraum von Heilig Kreuz (Alsleben)

Der Vorgängerbau wurde bereits 1317 erwähnt. Die Kapelle wurde 1431 erneuert und im 17. Jahrhundert verändert. Über dem dreiseitig geschlossenen Chor erhob sich damals ein mit einem Satteldach bedeckter Kirchturm, wie auf einem Bild, das sich in der Kapelle befindet, zu sehen ist. Das Langhaus hat zwei Joche, der dreiseitig geschlossene Chor eins. 1861 wurde bei einer Renovierung dem Satteldach über dem Chor ein quadratischer, schiefergedeckter, mit einem spitzen Pyramidendach bedeckter Dachreiter aufgesetzt, der hinter den als Biforien gestalteten Klangarkaden den Glockenstuhl beherbergt. Der spätbarocke Hochaltar wurde um 1700 gebaut. Das Altarretabel zeigt den Auferstandenen. Die beiden barocken Seitenaltäre wurden um 1700 aufgestellt. Außerdem befinden sich in der Kapelle eine spätgotische Pietà und eine hölzerne Statue von Maria mit Kind.